# Some Enchanted Evening (Art Garfunkel)
Some Enchanted Evening è il decimo album in studio da solista del cantante statunitense Art Garfunkel, pubblicato nel 2007.
Si tratta di un disco di interpretazioni di brani del cosiddetto Great American Songbook.

## Tracce
1. I Remember You (Johnny Mercer, Victor Schertzinger) – 2:58
2. Someone to Watch Over Me (George Gershwin, Ira Gershwin) – 3:24
3. Let's Fall In Love (Harold Arlen, Ted Koehler) – 2:28
4. I'm Glad There Is You (Jimmy Dorsey, Paul Mandeira) – 3:45
5. Quiet Nights of Quiet Stars (Corcovado) (Antônio Carlos Jobim, Gene Lees) – 3:03
6. Easy Living (Leo Robin, Ralph Rainger) – 3:38
7. I've Grown Accustomed to Her Face (Alan Jay Lerner, Frederick Loewe) – 2:49
8. You Stepped Out of a Dream (Gus Kahn, Nacio Herb Brown) – 2:46
9. Some Enchanted Evening (Richard Rodgers, Oscar Hammerstein II) – 3:35
10. It Could Happen to You (Johnny Burke, Jimmy Van Hansen) – 2:31
11. Life Is But a Dream (Raoul Cita, Hy Weiss) – 3:44
12. What'll I Do (Irving Berlin) – 3:04
13. If I Loved You (Richard Rodgers, Oscar Hammerstein II) – 3:10
14. While We're Young (Alec Wilder, Bill Engvick, Morty Palitz) - 3:42 (bonus track)